# Semitextulariidae
Semitextulariidae es una familia de foraminíferos bentónicos de la superfamilia Palaeotextularioidea, del suborden Fusulinina y del orden Fusulinida. Su rango cronoestratigráfico abarca desde el Devónico hasta la Pennsylvaniense (Carbonífero superior).

## Discusión
Clasificaciones más recientes incluyen Semitextulariidae en la superfamilia Semitextularioidea, del suborden Earlandiina, del orden Earlandiida, de la subclase Afusulinana y de la clase Fusulinata.

## Clasificación
Semitextulariidae incluye a las siguientes subfamilias y géneros:
- Subfamilia Pseudopalmulinae
  - Paratextularia †
  - Petchorina †
  - Pseudopalmula †
- Subfamilia Semitextulariinae
  - Semitextularia †
- Subfamilia Koskinobigenerininae
  - Koskinobigenerina †
  - Koskinotextularia †

Otro género considerado en Semitextulariidae es:
- Cremsia † de la subfamilia Pseudopalmulinae, aceptado como Paratextularia

Otro género de Semitextulariidae no asignado a ninguna subfamilia es:
- Hipporina †, de posición taxonómica incierta